# Drosophila spuricurviceps
Drosophila spuricurviceps är en tvåvingeart som beskrevs av Zhang och Gan 1986. Drosophila spuricurviceps ingår i släktet Drosophila och familjen daggflugor.
Artens utbredningsområde är provinsen Yunnan i Kina.